# 文京区立大塚小学校
文京区立大塚小学校（ぶんきょうくりつ おおつかしょうがっこう）は、東京都文京区大塚4丁目にある公立小学校。

## 沿革
出典
- 1920年（大正9年） - 東京市立大塚尋常小学校として開校。
- 時期不明 - 戦災により、校舎焼失し、一旦廃校。
- 1954年（昭和29年）4月1日[1] - 文京区立大塚小学校として再開。
- 2020年（令和2年）12月22日 - 新校舎建設工事開始[3]。
- 2022年（令和4年）3月11日 - 新校舎完成[3]。

## 通学区域
出典
- 千石2丁目（1番・2番(17号を除く)・10番～13番・14番4号・15番(16号・17号・19号・21号)）
- 大塚3丁目（33番～44番）
- 大塚4丁目（全域）
- 大塚5丁目（1番17号・2番・3番・4番(4号～11号)・5番～9番・16番(3号・14号・17号、ただし、一部は青柳小学校の通学区域)）

## 進学先中学校
出典
公立中学校に進学する場合
- 文京区立第一中学校

## アクセス
- JR東日本山手線大塚駅から、徒歩10分。
- 東京メトロ丸ノ内線茗荷谷・新大塚両駅から、徒歩10分。
- 学校ホームページ内「アクセス」には、記載無いが、都営バス「上58」系統「千石二丁目」バス停・「上60」系統「湯立坂下」バス停からもアクセス可能。

## 周辺
- 東京都道436号小石川西巣鴨線
- 東京保健生活協同組合東京健生病院
- 東京都道437号秋葉原雑司ヶ谷線
- 智香寺
- 文京区立窪町公園
- 国立筑波大学附属小学校
- このほか、都営大塚アパートなど、マンション・アパートなどの住宅施設も点在する。また、豊島区との区境線も近い。